# 马绍愉
馬紹愉（?—?），字成愚，號太和，明朝遂寧（今四川遂寧市）人。
萬曆三十一年（1603年）舉人。授官寶應、綏德知縣，喜歡談論兵事，歷官兵部職方司主事、郎中。
松錦之戰时，兵部尚書陳新甲派遣洪承畴处进行干扰战事。致明军大敗，洪承疇被俘降清。四月九日，清军攻陷塔山。张若麒、马绍愉等在小凌河口得渔舟，逃回宁远。明廷在失掉锦州、松山、香山、塔山四城以后，败局已定。
崇禎十五年（崇德七年，1642年），為太僕寺少卿，三月、四月期間陳新甲兩次派遣馬紹愉協同兵部主事朱濟之、副將周維墉等人，暗中前往義州（今遼寧義縣）與清人議和，由李永芳等迎接入城，马绍愉与清方经过一番艰苦谈判，达成了初步的和议协议，兩國“以宁远双树堡中间土岭为贵国界，以塔山为我国界，以连山为适中之地，两国于此互市。”但因事泄，舉國嘩然。陈新甲被杀后，马绍愉因为督战招致失败，被左懋第弹劾罢职。
南明弘光時，进为太仆寺少卿的马绍愉想为陈新甲平反，但遭朝臣皆以陈新甲误国为由而作罷。
七月初五日，與南京兵部右侍郎兼右佥都御史左懋第、兵部右侍郎与左都督陳洪範齎白金十餘萬兩、黃金千兩、幣萬匹，北上議和，欲与清人结为“叔侄之君，两家一家，同心杀灭逆贼”。順治元年（1644年）十月初，和議失敗，只得返回。這時陈洪範暗中聯絡多尔衮，请求将左懋第、马绍愉拘留。十一月四日，過沧州十里，又同左懋第被扣押北上，囚之於太醫院。顺治二年六月，左懋第聞知南京失守，南面痛哭。多爾袞知左懋第不降，閏六月十九日，命左右處死左懋第，隨員陳用極、王一斌、張良佐、王廷佐、劉統等人皆不屈而死。惟馬紹愉率所隨將士薙髮降清。入清後，紹愉官運亨通，累進要職；順治三年，巡按江南。卒年不詳。